# Степанов Володимир Євгенович
Володимир Євгенович Степанов (14 грудня 1913 — 26 серпня 1986) — радянський астроном, спеціаліст з фізики Сонця, член-кореспондент АН СРСР (1968). Директор Астрономічної обсерваторії Львівського університету (1950—1953), співробітник Кримської астрофізичної обсерваторії (1955—1962), директор Інституту земного магнетизму, іоносфери і поширення радіохвиль в Іркутську (1964—1978).

## Біографія
Народився 14 грудня 1913 року (1 грудня за юліанським календарем) у селі Щогловка в області Війська Донського Російської імперії (тепер у складі міста Макіївки в Донецької області України). У 1928—1931 роках працював на Донбасі слюсарем та вагранником. 1937 року закінчив механіко-математичний факультет Московського державного університету. У 1937—1941 працював у Ташкентській обсерваторії. У 1941—1946 служив у Червоній армії. Нагороджений орденом Вітчизняної війни 2-го ступеня.
У 1946 став співробітником Астрономічної обсерваторії Львівського університету, в якій було багато вакансій відтоді, як всі співробітники польського походження виїхали до Польщі. 1949 року захистив кандидатську дисертацію «До питання електромагнітної теорії сонячних плям». У 1950—1953 роках був директором астрономічної обсерваторії Львівського університету. У 1953—1955 працював у Московському університеті, в 1955—1962 — у Кримській астрофізичній обсерваторії. 1961 року захистив докторську дисертацію «Утворення ліній поглинання в магнітному полі та магнітно-гідродинамічні явища в атмосфері Сонця».
З 1962 — заступник директора, в 1964—1978 — директор Інституту земного магнетизму, іоносфери і поширення радіохвиль в Іркутську. З 1972 — голова президії Східно-Сибірського філіалу Сибірського відділення АН СРСР. 1968 року обраний членом-кореспондентом Академії наук СРСР.
Помер 26 серпня 1986 року. Похований у Москві на Кунцевському цвинтарі.

## Наукові результати
Наукові роботи стосуються фізики Сонця. Досліджував утворення спектральних ліній поглинання за наявності магнітного поля. У 1958—1962 роках розв'язав задачу перенесення випромінювання в присутності магнітного поля, тобто з урахуванням поляризації падаючого й розсіяного випромінювання.
Брав участь у створенні першого радянського магнітографу для вимірювання слабких магнітних полів Сонця. За допомогою спостереження активних областей Сонця вивчав динаміку плазми й будову магнітного поля на різних висотах над активною областю. Дослідив вихорову структуру магнітного поля, довів тісний зв'язок руху магнітного поля з рухом речовини, створив метод визначення руху магнітного поля, який завдяки зв'язку поля з рухом речовини дозволив досліджувати рух сонячної плями. Висунув ідею механізму нагріву плазми в збуреній хромосфері.
У 1979—1981 роках керував роботами за програмою Року сонячного максимуму в СРСР. В останні роки керував дослідженнями обертання й динаміки сонячної корони.

## Пам'ять
- На честь науковця названий астероїд 3493 Степанов[5].